# Sept lieder

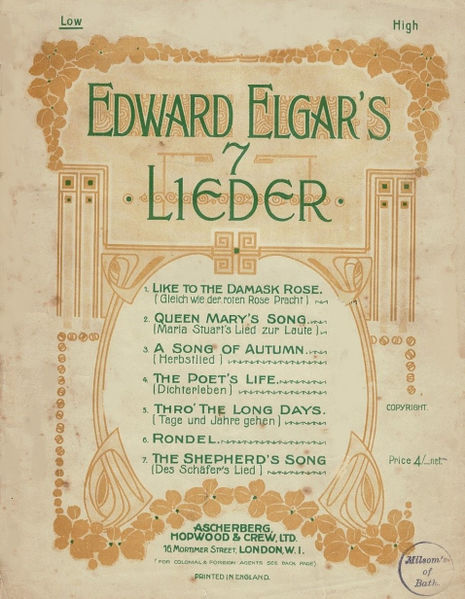
Couverture du recueil Sept Lieder d'Edward Elgar de 1907.

Les Sept Lieder sont un recueil de chants d'Edward Elgar publié en 1907 par Ascherberg, Hopwood & Crew Ltd. Le recueil est publié avec les paroles en allemand « by Ed. Sachs » cependant une republication pendant la guerre utilise les paroles en anglais.
Ces chants sont publiés pour différentes voix, aigües ou basses.

## Les chants
1. Like to the Damask Rose (en), Simon Wastell (1892)
2. Queen Mary's Song (en), Alfred Tennyson (1889)
3. A Song of Autumn (en), Adam Lindsay Gordon (1892)
4. The Poet's Life (en), Ellen Burroughs (1892)
5. Through the Long Days (en), John Hay, Op. 16 No. 2 (1885)
6. Rondel (en), Henry Longfellow tiré d'un Rondel de Jean Froissart, Op. 16 No. 3 (1894)
7. The Shepherd's Song, Barry Pain (en), Op. 16 No. 1 (1892)

## Enregistrements
- Songs and Piano Music by Edward Elgar interprété par Amanda Pitt (soprano), Mark Wilde (ténor), Peter Savidge (baryton) avec David Owen Norris.